# In the Groove
| 전문가 평가 | 전문가 평가 |
| 평가 점수   | 평가 점수   |
| 출처        | 점수        |
| ----------- | ----------- |
| Allmusic    | 3/별        |

《In the Groove》는 1968년 8월 26일, 모타운 보조 레이블 타믈라 레코드에 발매된 미국의 솔 음악가 마빈 게이의 여덟 번째 스튜디오 음반이다. 이 음반은 게이가 2년 만에 발매한 첫 솔로 스튜디오 음반으로, 그 사이 가이는 킴 웨스턴, 타미 테렐 등 여성 R&B 가수들과 함께 성공적인 듀엣 파트너로 떠올랐다. 이 음반과 타이틀곡은 모두 게이의 상업적 돌파구로 여겨진다.

## 배경
1968년까지 마빈 게이는 3년 동안 몇 개의 솔로 싱글만 발매했다. 게이는 킴 웨스턴 듀엣곡인 〈It Takes Two〉와 타미 테렐 듀엣곡인 〈Ain't No Mountain High Enough〉, 〈Your Precious Love〉 사이에서 빌보드 핫 100에서 33위로 정점을 찍은 싱글 〈Your Unchanging Love〉를 단 한 곡만 발표했다.
모타운은 솔로 음반을 녹음하기 위해 게이를 스튜디오로 데려왔다. 어려움을 제쳐두고 게이의 보컬은 이 시기를 거쳤다. 아마도 일부러 그랬을 것이다, 게이의 초기 공동작업자 노만 위트필드와 그의 제자인 프랭크 윌슨은 가이의 혼란스러운 사생활에 적합하다고 느끼는 곡을 쓰기 시작했다. 게이는 라이브 공연을 계속 싫어하게 되었고, 모타운 CEO 베리 고디와의 개인적인 의견 불일치가 모타운 레이블과의 관계에 관계에 부담을 주기 시작했기 때문에 안나 고디와의 결혼은 파란만장했다.

## 곡 목록
| #   | 제목                                             | 작사·작곡                              | 재생 시간 |
| --- | ------------------------------------------------ | -------------------------------------- | --------- |
| 1.  | 〈You〉                                          | 제프리 보웬, 잭 고가, 아이비 조 헌터   | 2:25      |
| 2.  | 〈Tear It on Down〉                              | 니콜라스 애쉬포드, 발레리 심슨         | 2:35      |
| 3.  | 〈Chained〉                                      | 프랭크 윌슨                            | 2:38      |
| 4.  | 〈I Heard It Through the Grapevine〉             | 바렛 스트롱, 노만 위트필드             | 3:14      |
| 5.  | 〈At Last (I Found a Love)〉                     | 마빈 게이, 안나 고디 게이, 엘지 스토버 | 2:37      |
| 6.  | 〈Some Kind of Wonderful〉                       | 제리 고핀, 캐럴 킹                     | 2:19      |
| 7.  | 〈Loving You Is Sweeter Than Ever〉              | 헌터, 스티비 원더                      | 2:43      |
| 8.  | 〈Change What You Can〉                          | 게이, A. 게이, 스토버                  | 2:37      |
| 9.  | 〈It's Love I Need〉                             | 스티븐 보우든, 헌터                    | 2:54      |
| 10. | 〈Every Now And Then〉                           | 에디 홀랜드, 윌슨                      | 3:06      |
| 11. | 〈You're What's Happening (In The World Today)〉 | 조지 고디, 로버트 고디, 앨런 스토리    | 2:19      |
| 12. | 〈There Goes My Baby〉                           | 벤 E. 킹, 러버 패터슨, 조지 트레드웰   | 2:24      |

## 차트
| 차트 (1968년)   | 순위 |
| --------------- | ---- |
| 미국 빌보드 200 | 63위 |
| 미국 빌보드 솔  | 2위  |

## 인증
| 국가                       | 인증 | 판매량/출하량 |
| -------------------------- | ---- | ------------- |
| 영국 (BPI)                 | 골드 | 100,000^      |
| ^출하량을 기반으로 한 인증 |      |               |